# Antonio Maria Galli
Antonio Maria Galli (ur. 1553 – zm. 30 marca 1620) – włoski  duchowny, kardynał. 

## Biografia
W listopadzie 1586 mianowany biskupem Perugii i kardynałem prezbiterem. 1591 przeniesiony do diecezji Osimo. Był protektorem Loreto (1587) i legatem w Romanii (1590). W 1605 uzyskał promocję do rangi kardynała biskupa, otrzymując kolejno diecezje Frascati (1605-08), Palestrina (1608-11), Porto e Santa Rufina (1611-15) i Ostia e Velletri (1615-20). Dziekan kolegium kardynalskiego. Zmarł w Rzymie, w wieku 67 lat.